# NEWRAL NETWORK ミリンダ・ファイト
『NEWRAL NETWORK ミリンダ♡ファイト』（ニューラルネットワーク ミリンダファイト）は、佐藤正による日本の漫画。『週刊少年ジャンプ』（集英社）において、1993年47号から1994年7号まで連載された。第1話は巻頭カラーで連載が始まる。
平和な小都市大美田市の市役所のブース課が、2050年の未来からやってきたミリンダという女の子の形のロボットを見つける。そしてミリンダはブース科の一員となり市民のために奮闘するという内容。

## 書誌情報
- 佐藤正『NEWRAL NETWORK ミリンダ♡ファイト』集英社〈ジャンプ・コミックス〉、1994年4月4日発売[1]、ISBN 4-08-871577-2